# Mario David
Mario David (Adolfo Gonzales Chaves, Provincia de Buenos Aires, 1 de mayo de 1930 - ciudad de Buenos Aires, 13 de abril de 2001) fue un guionista y director de cine argentino que dirigió sobre su propio guion 12 filmes de largometraje.

## Carrera profesional
David trabajó de joven en la conducción de programas de radio y durante muchos años vivió en Mar del Plata dedicado a la crítica cinematográfica para diversos medios. Comenzó su labor de director con la filmación de varios cortometrajes y en 1970 dirigió El ayudante, su primer largometraje, con la historia de dos personas solitarias, cuya amistad se ve perturbada al aparecer un tercero, al punto de llegar a la tragedia.
Al año siguiente dirigió un filme más ligero, Disputas en la cama y en 1973 Paño verde que, ambientado en la Buenos Aires de la década de 1940 mostraba la formación, ascenso y caída de una pandilla criminal.
También hizo obras del género costumbrista como La rabona (1978) y El bromista (1980), comedias que derivaban en dramáticas tomas de conciencia.
Después de filmar la película de contenido político La cruz invertida (1985), sobre la novela de Marcos Aguinis, estuvo sin dirigir diez años hasta su retorno con La revelación (1995), acerca de un hombre que se cree inmortal. Al tiempo de fallecer se encontraba trabajando en dos proyectos con libro propio y coproducción con México y con Chile: Oliver en las Pampas, sobre el viaje del cómico Oliver Hardy a la Argentina, en 1913, y Las lloronas.
La obra de Mario David es insoslayable para estudiar la estética, el estilo y la temática del movimiento conocido como "generación del 70". El director fallecido afirmaba: "El compromiso del cine que hago es de tipo humanístico. Quizás esto suene a lugar común, pero es un lugar común precisamente por eso, porque encierra una verdad grande como una casa. Yo no temo decir que el compromiso de mi cine es con el hombre, no me mueve un falso afán de originalidad".

## Filmografía
Director
- La revelación (1996)
- Con la misma bronca (1988)
- La cruz invertida (1985)
- El bromista (1981)
- Cantaniño cuenta un cuento (1979)
- La rabona (1979)
- El grito de Celina (1976)
- El amor infiel (1974)
- La piel del amor (1973)
- Paño verde (1973)
- Disputas en la cama (1972)
- El ayudante (1971)

Guionista
- La revelación (1996)
- Con la misma bronca (1988)
- La cruz invertida (1985)
- El bromista (1981)
- Cantaniño cuenta un cuento (1979)
- La rabona (1979)
- El grito de Celina (1976)
- El amor infiel  (1974)
- La piel del amor (1973)
- Paño verde (1973)
- Disputas en la cama (1972)
- El ayudante (1971)